# Eulamprus tigrinus
Eulamprus tigrinus är en ödleart som beskrevs av  De Vis 1888. Eulamprus tigrinus ingår i släktet Eulamprus och familjen skinkar. Inga underarter finns listade i Catalogue of Life.